# Monterrey Grand Prix 1976 - Doppio
Il doppio del torneo di tennis Monterrey Grand Prix 1976, facente parte della categoria World Championship Tennis, ha avuto come vincitori Brian Gottfried e Raúl Ramírez che hanno battuto in finale Ross Case e Geoff Masters con il punteggio di 6–2, 4–6, 6–3.

## Teste di serie
1. Brian Gottfried /  Raúl Ramírez (Campioni)

1. Ross Case /  Geoff Masters (finale)

## Tabellone

### Legenda
| - Q = Qualificato - WC = Wild card - LL = Lucky loser | - ALT = Alternate - SE = Special Exempt - PR = Protected Ranking | - w/o = Walkover - r = Ritirato - d = Squalificato |

|  | Quarti di finale              | Quarti di finale              | Quarti di finale              | Quarti di finale              | Quarti di finale |  |  | Semifinali                    | Semifinali                    | Semifinali                   | Semifinali              | Semifinali |   |   | Finale                       | Finale                       | Finale | Finale | Finale |  |
|  |                               |                               |                               |                               |                  |  |  |                               |                               |                              |                         |            |   |   |                              |                              |        |        |        |  |
|  | 1                             | Brian Gottfried Raúl Ramírez  | 6                             | 7                             | 6                |  |  |                               |                               |                              |                         |            |   |   |                              |                              |        |        |        |  |
|  |                               | Cliff Richey Sherwood Stewart | 7                             | 6                             | 2                |  |  | Brian Gottfried Raúl Ramírez  | Brian Gottfried Raúl Ramírez  | Brian Gottfried Raúl Ramírez | 6                       | 7          |   |   |                              |                              |        |        |        |  |
|  | Eddie Dibbs Harold Solomon    | Eddie Dibbs Harold Solomon    | Eddie Dibbs Harold Solomon    | Eddie Dibbs Harold Solomon    | w/o              |  |  | Eddie Dibbs Harold Solomon    | Eddie Dibbs Harold Solomon    | Eddie Dibbs Harold Solomon   | 1                       | 5          |   |   |                              |                              |        |        |        |  |
|  | Emilio Montano Ilie Năstase   | Emilio Montano Ilie Năstase   | Emilio Montano Ilie Năstase   | Emilio Montano Ilie Năstase   |                  |  |  |                               |                               |                              |                         |            |   |   | Brian Gottfried Raúl Ramírez | Brian Gottfried Raúl Ramírez | 6      | 4      | 6      |  |
|  | Anand Amritraj Vijay Amritraj | Anand Amritraj Vijay Amritraj | Anand Amritraj Vijay Amritraj | Anand Amritraj Vijay Amritraj | w/o              |  |  |                               |                               | Ross Case Geoff Masters      | Ross Case Geoff Masters | 2          | 6 | 3 |                              |                              |        |        |        |  |
|  | Vitas Gerulaitis Sandy Mayer  | Vitas Gerulaitis Sandy Mayer  | Vitas Gerulaitis Sandy Mayer  | Vitas Gerulaitis Sandy Mayer  |                  |  |  | Anand Amritraj Vijay Amritraj | Anand Amritraj Vijay Amritraj | 4                            | 6                       | 5          |   |   |                              |                              |        |        |        |  |
|  | 2                             | Ross Case Geoff Masters       | Ross Case Geoff Masters       | Ross Case Geoff Masters       | w/o              |  |  | Ross Case Geoff Masters       | Ross Case Geoff Masters       | 6                            | 3                       | 7          |   |   |                              |                              |        |        |        |  |
|  |                               | Jaime Fillol Tom Gorman       |                               |                               |                  |  |  |                               |                               |                              |                         |            |   |   |                              |                              |        |        |        |  |